# 전쟁과 평화 (2016년 드라마)
《전쟁과 평화》(영어: War and Peace)는 2016년 방영된 영국의 드라마이다. 레프 톨스토이의 전쟁과 평화를 원작으로 했다.

## 방영 시간
| 방송 채널 | 방송 기간                  | 방송 시간                                               |
| --------- | -------------------------- | ------------------------------------------------------- |
| KBS 2TV   | 2016년 1월 9일 ~ 2월 27일  | 매주 토 밤 10:35 ~ 11:35(60분,1월 24일와 2월 6일 결방.) |
| KBS 1TV   | 2017년 10월 3일 ~ 10월 8일 | 화 ~ 일 밤 12:10 ~ 1:10(60분,추석특선 편성.)            |

## 한국판 성우진(KBS)
- 양석정 - 안드레이(제임스 노턴)
- 박영재 - 피에르(폴 다노)
- 사문영 - 나타샤(릴리 제임스) / 마드모아젤 부리엔느(올리비아 로스) / 페챠 로스토프(키트 코너,1~3화)
- 장광 - 바실리(스티븐 레이)
- 노민 - 쿠투조프(브라이언 콕스) / 티혼(데이비드 퀼리터)
- 안경진 - 안나 미하일(레베카 프론트) / 아니시야(케이트 플릿우드,4화)
- 이재용 - 로스토프(아드리안 에드몬슨) / 공작(짐 브로드벤트) / 장군(루저 피스터,1화) / 베르그 대위(벤 웨인라이트,2화) / 군인(게리 올리버,6화)
- 소연 - 안나(질리언 앤더슨) / 백작부인(그레타 사치) / 카치슈(페넬라 울가)
- 오인실 - 엘렌(튜펜스 미들턴) / 줄리 카라기나(클로이 피리) / 니콜루슈카(매튜 스태그) / 로스토프 집안 하녀
- 최정호 - 아나톨리(칼럼 터너) / 제니소프(토마스 아놀드) / 쿠투조프의 부관(마이클 앱,2화)
- 강규리 - 소냐(아이슬링 로프투스) / 리자(케이트 필립스)
- 최정현 - 마리아(제시 버클리)
- 윤호 - 니콜라이(잭 로던)
- 윤동기 - 돌로호프(톰 버크) / 오스트리아 황제(벤 로이드휴스)
- 홍진욱 - 나폴레옹(마티외 카소비츠) / 빌리빈(로리 키넌,3~6화) / 오스트리아 육군대신(윌리엄 브랜드,2화) / 바그라치온 장군(핍 토렌스,1~2화) / 니콜라이의 친구(2화) / 베니히센 장군(테렌스 비즐리,5~6화)
- 전상조 - 보리스(아뉴린 바나드) / 청소년 페챠 로스토프(오토 패런트,4~6화) / 랑발 대위(티보 에브라르,6화) / 청소년 니콜루슈카(애슐리 징겔,6화)
- 유해무 - 바즈제예프(켄 스톳,3~4화) / 프리메이슨단의 회원(팀 벤팅크,3화) / 미하일(케네스 크래넘,4화) / 플라톤(에이드리언 롤린스,6화)

## 시청률
| 회차 | 방송 일자       | 전국 시청률 |
| ---- | --------------- | ----------- |
| 1회  | 2016년 1월 9일  | 2.6%        |
| 2회  | 2016년 1월 16일 | 2.9%        |
| 3회  | 2016년 1월 30일 | 2.5%        |
| 4회  | 2016년 2월 13일 | 2.1%        |
| 5회  | 2016년 2월 20일 | 1.8%        |
| 6회  | 2016년 2월 27일 | 1.7%        |